# Letterfrack
Letterfrack (in gaelico irlandese Leitir Frac) è un centro abitato della contea di Galway, in Irlanda. La località, affacciata sulla graziosa Ballynakill harbour, è conosciuta per essere situata nella celebre regione irlandese del Connemara, a poca distanza dall'Abbazia di Kylemore e per ospitare il centro direzionale del Parco Nazionale del Connemara.
Guglielmo Marconi condusse qui molti dei suoi esperimenti radiofonici e qui stabilì il suo ricevitore transatlantico duplex.